# Seznam eponymních alb
Toto je seznam eponymních (stejnojmenných) alb.

## !-9
- 10cc : 10cc
- 30 Seconds to Mars : 30 Seconds to Mars
- 38 Special : 38 Special
- 3 Doors Down : 3 Doors Down
- 1200 Micrograms : 1200 Micrograms
- 6 Ungar : 6 Ungar

## A
- Aaliyah : Aaliyah
- ABBA : ABBA
- Adelitas Way : Adelitas Way
- The Adolescents : The Adolescents
- Aerosmith : Aerosmith
- The Aggrolites : The Aggrolites
- Christina Aguilera : Christina Aguilera
- Aldo Nova : Aldo Nova
- Alexisonfire : Alexisonfire
- Alice in Chains : Alice In Chains
- The Allman Brothers Band : The Allman Brothers Band
- The Amboy Dukes : The Amboy Dukes
- America : America
- American Hi-Fi : American Hi-Fi
- Anastacia : Anastacia
- Angel Witch : Angel Witch
- Angélica : Angélica (1988, 1989, 1990, 1991, 1992, 1994, 1995, 1996, 1997, 1998, 2001)
- David Archuleta : David Archuleta
- Joan Armatrading : Joan Armatrading
- Ashanti : Ashanti
- Atomic Rooster : Atomic Rooster
- Audioslave : Audioslave
- Auf der Maur : Auf der Maur
- Avenged Sevenfold : Avenged Sevenfold

## B
- The B-52's: The B-52's
- Backstreet Boys : Backstreet Boys
- Bad Brains : Bad Brains (album)
- Bad Company : Bad Company
- Badfinger : Badfinger
- The Band : The Band
- Bang Camaro : Bang Camaro
- Barbora Poláková : Barbora Poláková
- Bayside : Bayside
- Beach House: Beach House
- The Beatles: The Beatles
- Ben Folds Five: Ben Folds Five
- Big Brother and the Holding Company: Big Brother and the Holding Company
- The Bird and the Bee: The Bird and the Bee
- Björk : Björk
- Black Oak Arkansas : Black Oak Arkansas
- Black Sabbath : Black Sabbath
- Black Veil Brides : Black Veil Bridess
- The Blasters : The Blasters
- Blind Faith : Blind Faith
- Blink-182 : Blink 182
- Blondie : Blondie
- Blood, Sweat & Tears : Blood, Sweat & Tears
- Blue Öyster Cult : Blue Öyster Cult
- Blur : Blur
- Bon Jovi : Bon Jovi
- Book of Love : Book of Love
- Boston : Boston
- David Bowie : David Bowie
- Boys Like Girls :  Boys Like Girls
- Broken Social Scene : Broken Social Scene
- The Bravery : The Bravery
- The Bronx : The Bronx, The Bronx (2006), The Bronx (2008)
- Chris Brown : Chris Brown
- Bucks Fizz : Bucks Fizz
- Buffalo Springfield : Buffalo Springfield
- Burn Halo : Burn Halo
- Burzum : Burzum
- Bread : Bread
- Kate Bushová : Kate Bush
- Busted : Busted
- The Byrds : Byrds

## C
- Camper Van Beethoven : Camper Van Beethoven
- Candlemass : Candlemass
- Canned Heat : Canned Heat
- Cardinal : Cardinal
- Mariah Carey : Mariah Carey
- The Cars : The Cars
- Clap Your Hands Say Yeah : Clap Your Hands Say Yeah
- The Clash : The Clash
- Cœur de pirate : Cœur de pirate
- Collective Soul : Collective Soul
- David Cook : David Cook
- Crazy Horse : Crazy Horse
- Creedence Clearwater Revival : Creedence Clearwater Revival
- Marshall Crenshaw : Marshall Crenshaw
- Peter Criss : Peter Criss
- Crosby, Stills & Nash : Crosby, Stills & Nash
- Christopher Cross : Christopher Cross
- Crossfade : Crossfade
- Sheryl Crow : Sheryl Crow
- Crystal Castles : Crystal Castles (2008), Crystal Castles (2010)
- The Cult : The Cult
- Cult of Luna : Cult of Luna
- The Cure : The Cure
- Cypress Hill : Cypress Hill

## D
- D. Train : D. Train
- Danity Kane : Danity Kane
- Danzig : Danzig
- Daughtry : Daughtry
- Deep Purple : Deep Purple
- Deftones : Deftones
- Bo Diddley : Bo Diddley
- Celine Dion : Celine Dion
- Dire Straits : Dire Straits
- The Doors : The Doors
- Dream Theater : Dream Theater
- The Dresden Dolls : The Dresden Dolls
- Drowning Pool : Drowning Pool
- Les Dudek : Les Dudek
- Duran Duran : Duran Duran (1981), Duran Duran (1993)
- Bob Dylan : Bob Dylan
- Rick Danko : Rick Danko

## E
- Eagles : Eagles
- Earth, Wind & Fire : Earth, Wind & Fire
- Jonathan Edwards : Jonathan Edwards
- Eiffel 65 : Eiffel 65
- Electric Light Orchestra : The Electric Light Orchestra
- Elf : Elf
- Emerson, Lake & Palmer : Emerson, Lake & Palmer
- Emigrate : Emigrate
- Elemeno P : Elemeno P
- Eoghan Quigg : Eoghan Quigg
- Escala : Escala
- Exposé : Exposé
- Eyes Adrift : Eyes Adrift

## F
- Fairport Convention : Fairport Convention
- Fantasia Barrino : Fantasia
- Fantômas : Fantômas
- Fleet Foxes : Fleet Foxes
- Fleetwood Mac : Fleetwood Mac (1968), Fleetwood Mac (1975)
- A Flock of Seagulls : A Flock of Seagulls
- The Flying Burrito Brothers : The Flying Burrito Brothers
- Flyleaf : Flyleaf
- Foo Fighters : Foo Fighters
- Foreigner : Foreigner
- Fourplay : Fourplay
- Franz Ferdinand : Franz Ferdinand
- The Fray : The Fray
- Ace Frehley : Ace Frehley
- Friendly Fires : Friendly Fires
- Funkadelic : Funkadelic
- Frijid Pink : Frijid Pink

## G
- Peter Gabriel : Peter Gabriel (1977), Peter Gabriel (1978), Peter Gabriel (1980), Peter Gabriel (1982)
- Garbage : Garbage
- The J. Geils Band : The J. Geils Band
- Genesis : Genesis
- The Georgia Satellites : Georgia Satellites
- David Gilmour : David Gilmour
- Glasvegas : Glasvegas
- Go West : Go West
- The Godz : The Godz
- Good Charlotte: Good Charlotte
- Gorillaz : Gorillaz
- Edyta Górniak : Edyta Górniak
- Gotthard : Gotthard
- Grace Potter and the Nocturnals : Grace Potter and the Nocturnals
- Grand Funk Railroad : Grand Funk
- Grateful Dead : The Grateful Dead, Grateful Dead

## H
- George Harrison : George Harrison
- Heart : Heart
- Hemophiliac : Hemophiliac
- Mark Hollis : Mark Hollis
- Buddy Holly : Buddy Holly
- Howling Bells : Howling Bells
- Hasan : Hasan

## CH
- Tracy Chapman : Tracy Chapman
- Charlotte Church : Charlotte Church
- Cheap Trick : Cheap Trick (1977), Cheap Trick (1997)
- Cher : Cher (1966), Cher (1987)
- Chic : Chic
- The Chicago Transit Authority : The Chicago Transit Authority. Původní název skupiny Chicago
- Chicago : Chicago : nazýváno též Chicago II.
- Christina Aguilera : Christina Aguilera

## I
- Billy Idol : Billy Idol
- Iron Maiden : Iron Maiden

## J
- Jimmy Eat World : Jimmy Eat World
- Joe Johnson : Joe Johnson
- Journey : Journey
- Jefferson Airplane : Jefferson Airplane
- Jonas Brothers : Jonas Brothers
- Journey South : Journey South
- Jennifer Hudson : Jennifer Hudson

## K
- Kasabian : Kasabian
- Kid Rock : Kid Rock
- Killing Joke : Killing Joke (1980), Killing Joke (2003)
- Killswitch Engage : Killswitch Engage (2000), Killswitch Engage (2009)
- Kinks : Kinks
- Kiss : Kiss
- Kool & the Gang : Kool and the Gang
- Korn : Korn
- Kraftwerk : Kraftwerk
- Kylie Minogue : Kylie Minogue (1994), Kylie Minogue (1997) – UK verze Impossible Princess
- KMFDM: KMFDM (skutečný název alba je pět symbolů (exploze, lebka, bomba, spirála, pěst), proto bývá album označováno též Symbols)

## L
- L7 : L7
- Ladyhawke : Ladyhawke
- LaFee : LaFee
- The La's : The La's
- Led Zeppelin : Led Zeppelin (1969), Led Zeppelin II (1969), Led Zeppelin III (1970), Led Zeppelin IV (1971)
- Huey Lewis & The News : Huey Lewis and the News
- Liars : Liars
- The Libertines : The Libertines
- Prudence Liew : Prudence Liew
- Lifehouse : Lifehouse
- Little Feat : Little Feat
- Little Richard : Little Richard
- Love : Love
- Lulu : Lulu (1973), Lulu (1981)
- Lunasa : Lunasa

## M
- Madonna : Madonna
- Ricky Martin : Ricky Martin (1991), Ricky Martin (1999)
- The Marshall Tucker Band : The Marshall Tucker Band
- Abraham Mateo : Abraham Mateo
- Maysa : Maysa (1957), Maysa (1964), Maysa (1966), Maysa (1969), Maysa (1974)
- MC Solaar : MC Solaar
- Meat Puppets : Meat Puppets
- Megasus : Megasus
- Metallica : Metallica
- Mitchel Musso : Mitchel Musso
- Moby Grape : Moby Grape
- The Modern Lovers : The Modern Lovers
- The Monkees : The Monkees
- Motörhead : Motörhead
- Mott the Hoople : Mott the Hoople
- Mr. Bungle : Mr. Bungle
- Mudcrutch : Mudcrutch
- Mushroomhead: Mushroomhead
- The Music: The Music

## N
- The Naked Brothers Band : The Naked Brothers Band
- Naked City : Naked City
- Nazz : Nazz
- Ricky Nelson : Ricky Nelson
- Nerf Herder : Nerf Herder
- Neil Young : Neil Young
- Netsky : Netsky
- Neu! : Neu!
- New Kids on the Block : New Kids on the Block
- The New Seekers : The New Seekers
- New York Dolls : New York Dolls
- Randy Newman : Randy Newman
- Nirvana : Nirvana
- No Doubt : No Doubt
- Klaus Nomi : Klaus Nomi
- 'N Sync : 'N Sync
- Noel Gallagher's High Flying Birds :  Noel Gallagher's High Flying Birds

## O
- Olivia Newton-Johnová : Olivia
- Outlaw Family Band : Outlaw Family Band
- Ozark Mountain Daredevils : The Ozark Mountain Daredevils

## P
- Pain : Pain
- Paradise Lost : Paradise Lost
- Passenger (Swedish band) : Passenger (Passenger album)
- Pearl Jam : Pearl Jam
- Peeping Tom : Peeping Tom
- Pennywise : Pennywise
- Peter, Paul and Mary : Peter, Paul and Mary
- Tom Petty and the Heartbreakers : Tom Petty and the Heartbreakers
- Liz Phair : Liz Phair
- Phantom Planet : Phantom Planet
- Placebo : Placebo
- Poco : Poco
- Elvis Presley : Elvis Presley
- The Pretenders : Pretenders
- Primal Scream : Primal Scream
- John Prine : John Prine
- Procol Harum : Procol Harum

## Q
- Queen : Queen (1973)
- Queens of the Stone Age : Queens of the Stone Age (1998)
- Quiet Riot : Quiet Riot (1977), Quiet Riot (1988)

## R
- Radiohead : Radiohead (nazýváno též 'Radiohead Box Set')
- Rage Against the Machine : Rage Against the Machine
- Bonnie Raitt : Bonnie Raitt
- Ramones : Ramones
- Rancid : Rancid (1993), Rancid (2000)
- Rascal Flatts : Rascal Flatts
- Ratatat : Ratatat (2004)
- Ratt : Ratt
- Razorlight : Razorlight
- Red Hot Chili Peppers : The Red Hot Chili Peppers
- Lou Reed : Lou Reed
- Relient K : Relient K
- REO Speedwagon : REO Speedwagon
- Lionel Richie : Lionel Richie
- Riverdales : Riverdales
- Roberto Carlos : Roberto Carlos (1966, 1969, 1970, 1971, 1972, 1973, 1974, 1975, 1976, 1977, 1978, 1979, 1980, 1981, 1981, 1982, 1983, 1984, 1985, 1986, 1987, 1988, 1989, 1990, 1991, 1992, 1992, 1993, 1994, 1995, 1996, 1997, 1998, 2005)
- Robyn : Robyn
- The Roches : The Roches
- The Rolling Stones : The Rolling Stones
- Diana Ross : Diana Ross (1970)
- Diana Ross : Diana Ross (1976), Diana, Ross (1978), Ross (1983)
- La Roux : La Roux
- Rufus : Rufus (1973 album)
- Run-D.M.C. : Run DMC
- Rush : Rush
- Jennifer Rush : Jennifer Rush (1984), Jennifer Rush (1992)

## S
- Santana : Santana (1969), Santana (1971)
- Joe Satriani : Joe Satriani
- Saul Williams : Saul Williams
- Savage Garden : Savage Garden
- Scissor Sisters : Scissor Sisters
- Screeching Weasel : Screeching Weasel
- The Script : The Script
- Seal : Seal I (1991), Seal II (1994), Seal IV (2003)
- Die Sekte : Die Sekte
- Maia Sharp : Maia Sharp (2002)
- Show of Hands : Show of Hands (1987), Show of Hands (2000)
- Blake Shelton : Blake Shelton
- Silver Sun : Silver Sun
- Gene Simmons : Gene Simmons
- Paul Simon : Paul Simon
- Skid Row : Skid Row
- Skillet : Skillet
- Skream : Skream
- Slipknot : Slipknot
- Elliott Smith : Elliott Smith
- The Smiths : The Smiths
- Social Distortion : Social Distortion
- Sokoband : Sokoband (2010)
- Sonia : Sonia
- Jordin Sparks : Jordin Sparks
- Paul Stanley : Paul Stanley
- Starcastle : Starcastle
- Steppenwolf : Steppenwolf
- The Stone Roses: The Stone Roses
- Stone Temple Pilots : Stone Temple Pilots
- The Stooges : The Stooges
- Strapping Young Lad : Strapping Yound Lad
- Styx : Styx
- Sub Focus : Sub Focus
- Sublime : Sublime
- Suburban Legends : Suburban Legends
- Suede : Suede
- Suicidal Tendencies : Suicidal Tendencies
- Suicide : Suicide
- Supertramp : Supertramp
- Taylor Swift : Taylor Swift
- System of a Down : System of a Down
- The Smashing Pumpkins The Smashing Pumpkins

## T
- Tamia : Tamia
- Take 6 : Take 6
- Taylor Swift : Taylor Swift
- Ted Nugent : Ted Nugent
- Ten Years After : Ten Years After
- The Haunted : The Haunted
- They Might Be Giants : They Might Be Giants
- Thin Lizzy : Thin Lizzy
- Third Eye Blind : Third Eye Blind
- Three Days Grace : Three Days Grace
- Throwing Muses : Throwing Muses (1986), Throwing Muses (2003)
- Tindersticks : Tindersticks (1993), Tindersticks (1995)
- Tomahawk : Tomahawk
- Trapeze : Trapeze (1970), Trapeze (1976)
- Traffic : Traffic
- Trapt : Trapt
- Trouble : Trouble
- Tiffany : Tiffany (1987)
- Two Tongues : Two Tongues

## U
- Ugly Mus-tard : Ugly Mus-tard (1995), Ugly Mus-tard (1997)
- Utopia : Utopia

## V
- Vampire Weekend : Vampire Weekend
- Van Halen : Van Halen
- Suzanne Vega : Suzanne Vega
- The Velvet Underground : The Velvet Underground
- Violent Femmes : Violent Femmes
- Vision of Disorder : Vision of Disorder

## W
- Martha Wainwright : Martha Wainwright
- Link Wray : Link Wray
- Rufus Wainwright : Rufus Wainwright
- Weezer : Weezer (1994), Weezer (2001), Weezer (2008)
- The White Stripes : The White Stripes
- Whitesnake : Whitesnake
- Wilco : Wilco
- Kim Wilde : Kim Wilde
- Lucinda Williams : Lucinda Williams
- Brian Wilson : Brian Wilson
- Wilson Phillips : Wilson Phillips
- Johnny Winter : Johnny Winter
- Wintersleep : Wintersleep
- Wolfmother : Wolfmother

## Y
- Weird Al Yankovic : "Weird Al" Yankovic
- Yardbirds : Yardbirds
- Yellowcard : Yellowcard
- Yes : Yes
- Neil Young : Neil Young

## Z
- Zapp : Zapp
- Warren Zevon : Warren Zevon
- The Zombies : The Zombies